# René Ségur-Cabanac
René Ségur-Cabanac ist ein Generalmajor a. D. des österreichischen Bundesheeres.

## Familie
René Ségur-Cabanac wurde als Sohn des nachmaligen österreichischen Generals (Graf) August Ségur-Cabanac (1922–2011) und der Christine Bennier geboren und entstammt der alten, ursprünglich französischen Adelsfamilie, die Grafen von Ségur, deren österreichischer Familienzweig sich in der Zeit der Französischen Revolution bildete und die seit Generationen Politiker und Militärs stellt.

## Militärische Laufbahn

### Ausbildung und erste Verwendungen
Er trat 1975 in das Bundesheer ein und absolvierte von 1976 bis 1979 die Theresianische Militärakademie mit der Ausbildung zum Offizier der Panzertruppe.

### Dienst als Stabsoffizier
Von 1985 bis 1988 absolvierte er den 11. Generalstabslehrgang an der Landesverteidigungsakademie in Wien.
Anschließend war er bis 1997 im Militärkommando Niederösterreich tätig übernahm dort unter anderem Aufgaben als G3-Offizier, Chef des Stabes und stellvertretender Militärkommandant. Unterbrochen wurde diese Verwendung durch einen Einsatz als Kommandant des Kommandos Auslandseinsätze.
Von 1997 bis 2001 war er Chef des Stabes und stellvertretender Militärkommandant des Militärkommandos Wien. In dieser Zeit besuchte er für ein halbes Jahr den "97th Senior Course des NATO Defence College" in Rom.
Anschließend (2001 bis 2002) war er im Bundesministeriums für Landesverteidigung als stellvertretender Abteilungsleiter der Abteilung "Fernmelde- und elektronisches Gerät" tätig., bevor er zum 1. Dezember 2002 an die Landesverteidigungsakademie wechselte, wo er erst Leiter des Instituts für höhere militärische Führung, später Leiter des Instituts für höhere militärische Führung und Studienzentrum und schließlich Chef des Stabes und stellvertretender Akademiekommandant wurde.

### Dienst im Generalsrang
2019 erfolgte seine Beförderung zum Generalmajor, bevor René Ségur-Cabanac zum 31. Dezember 2019 in den Ruhestand trat.

## Privates
Sein Vater (August Ségur-Cabanac) und sein älterer Bruder (Christian Ségur-Cabanac) waren ebenfalls Berufssoldaten.

## Veröffentlichungen
- Ségur-Cabanac, René (1988): Die Übungsannahmen für Übungen von großen Verbänden des Österreichischen Bundesheeres ab 1955 unter besonderer Berücksichtigung der konkreten Übungszwecke und Übungsräume; Militärwissenschaftliche Arbeit; LVAk, Wien.
- Ségur-Cabanac, René (Hrsg.): Die Landesverteidigungsakademie Wien seit 1967. Vehling, Graz 2007, ISBN 978-3-85333-139-2.